# 閻炘
閻炘（？—？），清朝官員，河南新鄭縣城西之魯樓（今河南省新鄭市辛店鎮魯樓村）人，有外號「閻百篇」。曾擔任福建省羅源縣知縣、閩縣知縣、噶瑪蘭廳通判、臺灣縣知縣等職。

## 生平
嘉慶十八年（1813年）癸酉科河南鄉試第一名舉人。嘉庆二十五年（1820年）庚辰科三甲進士。道光十八年（1838年）正月，由羅源知縣署噶瑪蘭通判。道光二十年（1840年）接替裕祿，於台灣擔任台灣府台灣縣知縣。道光二十四年（1844年）因所轄縣民譁變，遭革職查辦。

## 逸聞
根據其曾孫閻濟臣的記述，閻炘在中國南方某地當知縣時，在縣學小考時曾微服出訪考生，結果聽到考生認為「河南秀才，差字布袋」，學問爾爾，出題不過「學而時習之」而已。結果閻炘之後連兩場考試皆出題「學而時習之」，且要求不得重複，考生都感到很苦惱。考試後有考生請求閻炘寫個三篇讓眾考生見識一下，閻炘不假思索，寫了數十篇，令眾人驚嘆。於是閻炘就此有了「閻百篇」的外號。